# 漢娜的遺言 (電視劇)
《漢娜的遺言》（英語：13 Reasons Why）是一部改編自作家傑伊·艾夏的人氣同名小說的美国懸疑电视剧，由布萊恩·佑奇開創電視劇版本，於2017年3月31日在Netflix開播。
本劇在播出後，獲得不錯的影評，也引起觀眾對校園霸凌、強姦與自殺的討論及反響，並在2017年5月7日，獲得第2季續訂，於2018年5月18日上線。第三季也已確定續訂，並將於2019年8月23開播，同時並發布第四季(最終季)的續訂消息。

## 故事
一名青少年漢娜·貝克（凱薩琳·蘭福德 飾演）突然割腕自殺身亡後，讓親友們震驚不已，些許時日後，漢娜的朋友克雷·詹森（狄倫·明尼特 飾演）卻收到她死前錄製的一系列錄音帶，錄音內容是她親口揭露為何會選擇走上絕路，造就這場悲劇的十三個原因，而背後的黑暗秘密，也將逐漸攤在陽光下⋯⋯

## 人物介紹
| 演員                | 角色                  | 登場季數        | 登場季數        | 登場集數 |
| 演員                | 角色                  | 1               | 2               | 登場集數 |
| ------------------- | --------------------- | --------------- | --------------- | -------- |
| 狄倫·明尼特         | 克雷·詹森             | 主演            | 主演            | 13       |
| 凱薩琳·蘭福德       | 漢娜·貝克             | 主演            | 主演            | 13       |
| 克利斯汀·納瓦羅     | 東尼·帕迪拉           | 主演            | 主演            | 13       |
| 艾莉莎·布爾         | 潔西卡·戴維斯         | 主演            | 主演            | 12       |
| 布蘭登·弗林         | 賈斯汀·傅利           | 主演            | 主演            | 13       |
| 賈斯汀·普倫蒂斯     | 布萊斯·沃克           | 主演            | 主演            | 11       |
| 邁爾斯·海瑟         | 艾力克斯·史丹鐸       | 主演            | 主演            | 10       |
| 羅斯·巴特勒         | 柴克·戴姆普西         | 主演            | 主演            | 13       |
| 德文·德魯伊         | 泰勒·道恩             | 主演            | 主演            | 10       |
| 艾米·哈格里夫斯     | 蕾妮·詹森             | 主演            | 主演            | 13       |
| 德瑞克·路克         | 凱文·波特             | 主演            | 主演            | 13       |
| 凱特·華許           | 奧莉維亞·貝克         | 主演            | 主演            | 12       |
| 布萊恩·達西·詹姆士  | 安迪·貝克             | 常設            | 常設            | 10       |
| 喬許·漢米爾頓       | 麥特·詹森             | 常設            | Does not appear | 10       |
| 史蒂文·韋柏         | 蓋瑞·博蘭             | 常設            | Does not appear | 7        |
| 安慶名惠子          | 潘姆·布萊德利         | 常設            | Does not appear | 6        |
| 阿琼娜·亚历克苏丝   | 雪莉·霍蘭德           | 常設            | Does not appear | 10       |
| 蓋瑞·佩雷茲         | 亞圖羅·帕迪拉         | 常設            | Does not appear | 2        |
| 蜜雪兒·瑟琳·洪      | 蔻特妮·克里姆森       | 常設            | Does not appear | 11       |
| 索希·貝肯           | 絲凱·米勒             | 常設            | Does not appear | 7        |
| 馬克·佩雷格里諾     | 比爾·史丹鐸           | 常設            | Does not appear | 4        |
| 羅伯特·格蘭特       | 塔德·克里姆森         | 常設            | Does not appear | 3        |
| 亨利·札加           | 布萊德                | 常設            | Does not appear | 4        |
| 尤賴亞·謝爾頓       | 普拉特斯              | 常設            | Does not appear | 2        |
| 史蒂芬·席爾佛       | 馬可斯·寇爾           | 常設            | Does not appear | 11       |
| 湯米·多夫曼         | 萊恩·謝佛             | 常設            | Does not appear | 8        |
| 布蘭登·拉瑞昆提     | 傑夫·阿特金斯         | 常設            | Does not appear | 6        |
| 威森·克魯茲         | 丹尼斯·瓦斯奎斯       | 常設            | Does not appear | 2        |
| 喬治雅·維格罕       | 凱特                  | 常設            | Does not appear | 2        |
| 提摩西·格蘭納德洛斯 | 蒙哥馬利·德·拉·克魯茲 | 常設            | Does not appear | 7        |
| 凱莉·奧哈拉         | 潔姬                  | Does not appear | 常設            |          |
| 班·羅森             | 瑞克·沃奇米爾茲       | Does not appear | 常設            |          |
| 安妮·溫特斯         | 克蘿伊·萊斯           | Does not appear | 常設            |          |
| 布萊斯·卡斯         | 賽勒斯                | Does not appear | 常設            |          |
| 雀兒喜·艾爾登       | 麥肯琪                | Does not appear | 常設            |          |
| 薩曼莎·洛根         | 妮娜·瓊斯             | Does not appear | 常設            |          |
| 艾莉森·米勒         | 松妮雅·史卓           | Does not appear | 常設            |          |
| 傑克·韋伯           | 貝瑞·沃克             | Does not appear | 常設            |          |
| 布蘭達·史壯         | 諾拉·沃克             | Does not appear | 常設            |          |
| 梅芮蒂絲·孟羅       | 卡洛琳·史丹鐸         | Does not appear | 常設            |          |
| R·J·布朗            | 凱勒布                | Does not appear | 常設            |          |

### 主要角色
- 狄倫·明尼特 飾演 克雷·詹森（Clay Jensen）

高中生，與漢娜於同一家電影院打工，暗戀過漢娜很長時間。曾在一年級時被誤認為同性戀，生性內向，不擅長社交。多次都是因為傑夫在身後推他一把，才鼓起勇氣去嘗試不同的事物。
- 凱薩琳·蘭福德 飾演 漢娜·貝克（英语：Hannah Baker）

新轉學生，為克雷的朋友，在好友凱特離開之前的派對上認識賈斯汀，而伴隨著之後所遭遇的悲慘事件所引發的蝴蝶效應，致使她走向自殺之路，臨死前保留的十三個自殺原因之錄音帶。
- 克利斯汀·納瓦羅（英语：Christian Navarro） 飾演 東尼·帕迪拉（Tony Padilla）

克雷的好友，男同性戀者，經常在克雷遇上麻煩時伸出援手，知悉漢娜的死自殺內幕。在漢娜死去之後，為了彌補自己的視而不見，開始遵照她的遺言，幫助她讓人們暸解其選擇自殺的原因。
- 艾莉莎·布爾（英语：Alisha Boe） 飾演 潔西卡·戴維斯（Jessica Davis）

一位轉學生，漢娜過去的摯友，賈斯汀的女友。曾與艾力克斯相戀，卻因艾力克斯製造的誤會而與漢娜決裂，並因此與其分手。
- 布蘭登·弗林 飾演 賈斯汀·傅利（Justin Foley）

校園的明星籃球員兼隊長，潔西卡的男友，出生於破碎家庭。曾與漢娜曖昧，卻因他的膽怯以及虛榮心，導致漢娜開始遭受物化。
- 賈斯汀·普倫蒂斯（英语：Justin Prentice） 飾演 布萊斯·沃克（Bryce Walker）

校園的大明星兼雙球隊隊長，家境富裕，賈斯汀的挚友，是賈斯汀在面臨家庭問題而離家出走時唯一伸出的援手。表面看似有教養、卻是一個玩世不恭、不尊重女性的男孩，為一個強暴慣犯。
- 邁爾斯·海瑟 飾演 艾力克斯·史丹鐸（Alex Standall）

一位轉學生，漢娜過去的摯友，因愛上潔西卡以及受同儕的影響，因此毀掉她們三人的友情，此後一直活在愧疚裡無法自拔。
- 羅斯·巴特勒（英语：Ross Butler (actor)） 飾演 柴克瑞·山勇·「柴克」·戴姆普西（Zachary Shan-Yung "Zach" Dempsey）

賈斯汀與布萊斯的好友，同為校園裡的明星籃球隊員，曾暗戀過漢娜。
- 德文·德魯伊（英语：Devin Druid） 飾演 泰勒·道恩（Tyler Down）

一位喜愛攝影的高中生，有偷窺的嗜好，經常透過鏡頭暗中捕捉學校各個角落裡學生的畫面，也因為如此侵犯過多數人隱私而人緣不佳。
- 艾米·哈格里夫斯（英语：Amy Hargreaves） 飾演 蕾妮·詹森（Lainie Jensen）

克雷的母親，為一名律師，雖然是個非常關心孩子的母親，但在針對自由高中玩忽職守的案件裡，她更在乎自己的工作名聲。
- 德瑞克·路克 飾演 凱文·波特（Kevin Porter）

學校輔導員，雖然關心著每一位學生，但卻缺乏更專業的技巧，最後無法引導漢娜說出心事，也沒有警覺到漢娜的自殺傾向。
- 凱特·華許（英语：Kate Walsh (actress)） 飾演 奧莉維亞·貝克（Olivia Baker）

漢娜的母親，和丈夫一同經營一間藥妝店。在漢娜離世後，試圖了解女兒的傷痛及自殺的原因而四處奔走。

### 常設角色
- 布萊恩·達西·詹姆士（英语：Brian d'Arcy James） 飾演 安迪·貝克（Andy Baker）

漢娜的父親，與妻子一同經營一間藥妝店，比起妻子執著般的想要為女兒討回公道，他更希望能迅速達成和解。
- 喬許·漢米爾頓 飾演 麥特·詹森（Matt Jensen）

克雷的父親，一位重視兒子的心理醫生。
- 史蒂文·韋柏 飾演 蓋瑞·博蘭（Gary Bolan）

自由高中校長，在職務上玩忽職守，惹上和貝克夫婦的官司後只想維護學校名聲。
- 安慶名惠子 飾演 潘姆·布萊德利（Pam Bradley）

自由高中教師，負責跟學生溝通方面等問題。
- 阿琼娜·亚历克苏丝 飾演 雪莉·霍蘭德（Sheri Holland）

自由高中學生，學校啦啦隊員，對克雷有好感，但曾經醉酒駕駛造成克雷好友傑夫車禍身亡，因此很無奈她會出現在錄音帶裡。
- 蓋瑞·佩雷茲（Gary Perez） 飾演 亞圖羅·帕迪拉（Arturo Padilla）

東尼的父親。
- 蜜雪兒·瑟琳·洪（Michele Selene Ang） 飾演 蔻特妮·克里姆森（Courtney Crimsen）

自由高中學生，誠信委員會成員，一名未出櫃的女同性戀者。由男同性戀家庭扶養長大，因此不願因為性向而使自己或父親們再度遭受譴責。
- 索希·貝肯（英语：Sosie Bacon） 飾演 絲凱·米勒（Skye Miller）

哥特風的高中生，在莫內咖啡廳當服務生，手腕上自殘過的現象。曾為克雷好友，但因某些原因而疏離。直到克雷聽完漢娜的錄音帶後，才被克雷關心並一度交往
- 馬克·佩雷格里諾 飾演 比爾·史丹鐸（Bill Standall）

小鎮副警長，艾力克斯的父親。
- 羅伯特·格蘭特（英语：Robert Gant） 飾演 塔德·克里姆森（Todd Crimsen）

蔻特妮的父親，同性戀者。
- 亨利·札加（Henry Zaga） 飾演 布萊德（Brad）

東尼的伴侶。
- 尤賴亞·謝爾頓 飾演 普拉特斯（Pratters）

自由高中學生。
- 史蒂芬·席爾佛（Steven Silver） 飾演 馬可斯·寇爾（Marcus Cole）

自由高中學生，學生會長，政界高官之子，是個對自己名聲相當在意的人，曾與漢娜約會過一次。
- 湯米·多夫曼（Tommy Dorfman） 飾演 萊恩·謝佛（Ryan Shaver）

自由高中學生，同性戀者，文筆作家兼詩歌社員，欣賞漢娜的創作才華。但為人卻狂妄自大又不顧他人感受，因此私自發佈過漢娜寫的詩歌。
- 布蘭登·拉瑞昆提（英语：Brandon Larracuente） 飾演 傑佛瑞·「傑夫」·阿特金斯（Jeffrey "Jeff" Atkins）

全名：傑佛瑞·阿特金斯（Jeffrey Atkins），自由高中學生，克雷的朋友，棒球員，是鼓勵克雷多多社交的幕後推手，但後來在一場車禍中不幸喪生。
- 威森·克魯茲（英语：Wilson Cruz） 飾演 丹尼斯·瓦斯奎斯（Dennis Vasquez）

貝克夫婦雇用的律師，相當盡忠職守，不惜一切維護貝克夫婦。
- 喬治雅·維格罕（Giorgia Whigham） 飾演 凱特（Kat）

漢娜剛搬來小鎮時的好友，和賈斯汀交往過，後來因搬家而轉學。
- 提摩西·格蘭納德洛斯（Timothy Granaderos） 飾演 蒙哥馬利·德·拉·克魯茲（Montgomery de la Cruz）

自由高中學生，布萊斯一夥人的朋友，是一位狂妄自大、目中無人的霸淩者。
- 凱莉·奧哈拉 飾演 潔姬（Jackie）

一位溫暖、聰明又有熱情的霸凌受害者擁護者，為貝克夫婦提供一系列指導和幫助。
- 班·羅森 飾演 瑞克·沃奇米爾茲（Rick Wlodimierz）

自由高中棒球隊的教練。
- 安妮·溫特斯（英语：Anne Winters (actress)） 飾演 克蘿伊·萊斯（Chlöe Rice）

自由高中的新啦啦隊隊長，喜歡上布萊斯，不知情他喜好強暴女孩的事情。
- 布萊斯·卡斯（Bryce Cass） 飾演 賽勒斯（Cyrus）

一個尖銳、憤世嫉俗的惡作劇者，同時也是個令人意想不到的受害者。
- 雀兒喜·艾爾登（Chelsea Alden） 飾演 麥肯琪（Mackenzie）

賽勒斯的姐姐，集藝術與智慧於一身的女孩，勇於發言。
- 薩曼莎·羅根（英语：Samantha Logan） 飾演 妮娜·瓊斯（Nina Jones）

自由高中的田徑明星，自身擁有秘密，是潔西卡經過調養回校後的知己。
- 艾莉森·米勒（英语：Allison Miller） 飾演 松妮雅·史卓（Sonya Struhl）

聰明又有野心的年輕訴訟律師，跟克雷母親蕾妮是同事，是貝克夫婦訴訟中幫自由高中辯護的律師。
- 傑克·韋伯（英语：Jake Weber） 飾演 貝瑞·沃克（Barry Walker）

布萊斯的父親，事業成功的基金經理人，在社區具有影響力。
- 布蘭達·史壯（英语：Brenda Strong） 飾演 諾拉·沃克（Nora Walker）

貝瑞的妻子，布萊斯的母親。
- 梅芮蒂絲·孟羅（英语：Meredith Monroe） 飾演 卡洛琳·史丹鐸（Carolyn Standall）

艾力克斯的母親，為一名工作勤勞的護理師。
- R·J·布朗（R.J. Brown） 飾演 凱勒布（Caleb）

東尼的拳擊教練，是個強悍的競爭對手也是個專業的教練，但外表同時具有著溫暖的笑顏與幽默感。

## 集數

### 第一季
| 總集數 | 集數 （季） | 標題                            | 導演                   | 編劇               | 上線日期      |
| --- | ----------- | ------------------------------- | ---------------------- | ------------------ | ------------- |
| 1 | 1           | 第1卷錄音帶，A面 Tape 1, Side A | 湯姆·麥卡錫            | 布萊恩·佑奇        | 2017年3月31日 |
| 自由高中的全校師生哀悼女學生漢娜·貝克自殺辭世之際，她的朋友克雷·詹森收到一箱錄音帶，裡面是她自殺前所錄下的一系列自白。漢娜在錄音中表示所有聽著這些錄音帶的人，都是直接性或是間接性造成她自殺的人，而克雷震驚又困惑為何自己也會在上面。克雷在聆聽錄音帶的同時，開始回憶起他和漢娜相識的過往，並隨著漢娜的帶領，釐清造就悲劇發生的八卦傳聞起始點。當初，剛轉到學校不久的漢娜，喜歡上她即將轉學的好友凱特的男友賈斯汀·傅利，而賈斯汀也有意和漢娜曖昧，兩人於夜裏在公園瘋玩一整晚。殊不知，賈斯汀竟為了青春期男孩無謂的虛榮心，任由他的朋友們將漢娜一起瘋玩的多張情趣照片上傳至社群網站，在學校公開後引發一段讓漢娜遭受同儕輿論的八卦，直接作為導致漢娜自殺的十三個原因中的第一章。錄音帶對象：賈斯汀·傅利；因為他無意將和漢娜在一起瘋玩的情趣照片散播在全校裏。 |             |                                 |                        |                    |               |
| 2 | 2           | 第1卷錄音帶，B面 Tape 1, Side B | 湯姆·麥卡錫            | 布萊恩·佑奇        | 2017年3月31日 |
| 在輔導員的介紹下，同樣身為轉學新生的漢娜與潔西卡·戴維斯意外成了朋友，而兩人下課後就會固定時間聚在莫內咖啡廳裡，不久後和另一名轉學生艾力克斯成為摯友，形成3人的小團體。但隨著時間漸漸地流逝，艾力克斯有了新的朋友圈，而潔西卡和漢娜也漸漸失去交集，某天，漢娜更發現潔西卡與艾力克斯其實成為一對戀人。當艾力克斯與潔西卡分手後，而潔西卡因流言蜚語誤會漢娜，讓這對摯友的關係徹底決裂。在今日，賈斯汀沒去上學，讓潔西卡非常著急，而克雷試圖了解潔西卡與漢娜之間的糾葛。奧莉維亞發現漢娜疑似遭到霸凌的證據，於是想向東尼了解，而克雷則對東尼與貝克家的親密的關係感到疑惑。錄音帶對象：潔西卡·戴維斯；因為她誤會漢娜是造成她和艾力克斯分手的主因。 |             |                                 |                        |                    |               |
| 3 | 3           | 第2卷錄音帶，A面 Tape 2, Side A | 海倫·薛佛              | 黛安娜·孫          | 2017年3月31日 |
| 自從賈斯汀開始，艾力克斯延續造成漢娜悲劇的蝴蝶效應。艾力克斯當初會和潔西卡分手，即是因為潔西卡不想和他發生關係，受到同儕影響的他，為了刺激潔西卡，而在一張八卦紙條上，寫下針對女性的玩笑，這讓潔西卡誤會漢娜介入兩人，致使漢娜與潔西卡徹底分裂。克雷試圖釐清錄音帶中，漢娜對艾力克斯的控訴，而艾力克斯坦承一切，並對自己造就重創漢娜人際關係的八卦感到懊悔不已，亦為此深受折磨。柴克擔心克雷的行為會對他們造成傷害，與此同時，校方和奧莉維亞皆各自設法釐清漢娜自殺的原因。艾力克斯要克雷別相信東尼，而克雷也對東尼親近貝克家的行為感到不解。錄音帶對象：艾力克斯·史丹鐸；因為他將漢娜的臀部列為全校最佳，使得潔西卡產生嫉妒並變成學校風雲人物 |             |                                 |                        |                    |               |
| 4 | 4           | 第2卷錄音帶，B面 Tape 2, Side B | 海倫·薛佛              | 湯瑪士·希金斯      | 2017年3月31日 |
| 漢娜發現有人在偷窺她，在蔻特妮得知後，兩人決定一同設下陷阱來抓偷窺犯。漢娜與蔻特妮在酒後激吻，同時發現跟蹤並偷拍漢娜的人正是泰勒後，這讓蔻特妮開始害怕自己將被迫出櫃。漢娜向泰勒索取照片，但在漢娜拒絕暗戀她的泰勒後，心有不甘的泰勒為此洩露她與蔻特妮激吻的照片。即便大家都不確定照片中的主角是誰，但卻使漢娜與蔻特妮的友情徹底破碎，這不僅傷透漢娜的心，亦無法讓她從被跟蹤的恐懼中釋懷。家長們相當擔心自己的孩子也遭遇霸凌，而奧莉維亞公開質問校長，使得校方發現學生廁所牆上那些侮辱他人的塗鴉。奧莉維亞在認識克雷後，希望能藉克雷釐清漢娜之死，但克雷恐懼奧莉維亞也會將他視為害死漢娜的人，無法說出口下只好逃跑。賈斯汀一夥人打算瞞著布萊斯，拉攏克雷以解決漢娜的錄音帶。另一方面，東尼則要克雷別相信賈斯汀一夥人。最後，麥特選擇正視失去女兒的傷痛，而克雷則用自己的方式懲罰泰勒，好讓泰勒承受與漢娜相同的苦痛，於是偷偷拍下泰勒的不雅照片後發送給所有人。錄音帶對象：泰勒·道恩；因為他跟蹤並偷拍到漢娜與蔻特妮親吻的照片並公開在學校裏。 |             |                                 |                        |                    |               |
| 5 | 5           | 第3卷錄音帶，A面 Tape 3, Side A | 凱爾·派翠克·艾爾瓦瑞茲 | 茱莉亞·比克尼爾    | 2017年3月31日 |
| 漢娜試著與蔻特妮維持朋友關係，但蔻特妮卻一直躲避漢娜，而為了融入蔻特妮的好友圈，漢娜付出許多努力。漢娜與克雷在學校舞會上相遇，並經歷短暫的浪漫時刻，但卻因一個空穴來風的謠言而毀掉氣氛。男孩們發現女女激吻的照片主角即是漢娜與蔻特妮後，不斷騷擾兩人。而蔻特妮竟為了自保，選擇造謠漢娜的私生活，這讓漢娜極度生氣，並譴責自私的蔻特妮。遭到克雷反擊的泰勒，有意加入潔西卡等夥人，但卻被柴克威嚇趕走。克雷帶著蔻特妮來到漢娜的墳墓前，要蔻特妮面對自己因自私而犯下的過錯，這使蔻特妮相當崩潰。潔西卡認為漢娜的謊言會對他們所有人造成影響，而賈斯汀等人決定對克雷來一個下馬威，欲讓克雷不准輕舉妄動。正當克雷對自己未向漢娜展開行動而懊悔的同時，得知母親將替學校辯護。與此同時，貝克夫婦也將採取保護女兒的行動。錄音帶對象：蔻特妮·克林姆森；因為她為了轉移別人對她的性取向以及泰勒所拍的照片的注意力，而編造出多數針對漢娜的謠言。 |             |                                 |                        |                    |               |
| 6 | 6           | 第3卷錄音帶，B面 Tape 3, Side B | 凱爾·派翠克·艾爾瓦瑞茲 | 尼可·謝夫          | 2017年3月31日 |
| 漢娜參加學校舉辦的「一元情人節」配對活動，但名單上的男生皆非她屬意的那個「他」。馬可斯主動聯繫漢娜，有意和漢娜約會，而雪莉也非常鼓勵漢娜。在傑夫的幫助下，克雷也進行配對，但他卻對漢娜說謊，這使漢娜決定主動邀約馬可斯。漢娜原本相信馬可斯正面的形象，直到發現馬可斯也是為了男性虛榮心後，這讓漢娜相當受傷，直到馬可斯的朋友—柴克現身安慰了她。艾力克斯與蒙哥馬利在學校大打一架，但校方不願在此時介入，因此將兩人送交由學生組成的誠信委員會處分。大家皆因艾力克斯與蒙哥馬利的打架事件受到驚嚇，而需要安慰的潔西卡，卻無法從賈斯汀那獲得安全感。克雷與雪莉越走越近，並擦出愛火，但當克雷得知雪莉也將出現在漢娜的錄音帶中後，便發現她是為了讓他放棄錄音帶才來接近他，兩人的關係瞬間破裂。蕾妮試圖了解鬱鬱寡歡的克雷，但克雷認為蕾妮仍無助於他，與此同時，奧莉維亞緬懷著過去與女兒共度的情人節。錄音帶對象：馬可斯·寇爾；因為他在情人節活動當天試圖羞辱漢娜，並試圖對她實施性侵行為。 |             |                                 |                        |                    |               |
| 7 | 7           | 第4卷錄音帶，A面 Tape 4, Side A | 葛瑞格·荒木            | 伊莉莎白·班傑明    | 2017年3月31日 |
| 暗戀漢娜的柴克試圖安慰漢娜，但漢娜由於經歷過太多而無法再相信賈斯汀一夥人，因此大聲嚇阻柴克，這令柴克相當氣憤與失望。在班級專題計畫中，有個神秘人總會在漢娜的袋子裡，置入可愛的兔子插畫，但自從漢娜與柴克決裂後，漢娜再也沒有收到禮物。將插畫視為支撐自身孤獨的漢娜，決定留一封給柴克的信在自己的袋子中，希望柴克不要剝奪她唯一僅存的依靠，甚至匿名致信於布萊德利老師的袋子裡，想藉此對柴克吶喊。外表總是受人歡迎的柴克，其實內心充滿著孤獨，但他當時卻因為害怕，而不願對漢娜伸出援手，甚至親手奪去漢娜唯一的支柱。克雷總會在夜裡作關於漢娜的惡夢，就連白天也會因感受到漢娜的死而不得安寧，眼中開始呈現出一系列幻覺，因此他大膽地刮花柴克的車。克雷不解自己為何會和絲凱疏離，並決定不再聽漢娜的錄音帶而轉交給東尼，直到他意識到自己無法無視這些感受後，克雷在學校公開宣洩面對漢娜死亡的情緒，這令賈斯汀等人開始坐立難安。錄音帶對象：柴克·戴姆普西；因為他通過偷走漢娜留下的道歉字條，藉以作為對漢娜當初嚇阻他的報復。 |             |                                 |                        |                    |               |
| 8 | 8           | 第4卷錄音帶，B面 Tape 4, Side B | 葛瑞格·荒木            | 柯克·摩爾          | 2017年3月31日 |
| 漢娜加入一個詩歌社，並在認識的一名高中生萊恩·謝佛的啟發下，利用朗讀詩詞來傾訴自己的心聲。萊恩認為漢娜的文筆極佳，並認為大家必須感受漢娜文章所闡述的痛後，擅自將其置入學校刊物上，這為漢娜招來無知同儕的有色眼光與嘲笑。東尼向克雷吐露自己親眼經歷漢娜去世當晚的情景，這終於讓克雷理解東尼的舉動，也決定重新聆聽漢娜的錄音帶。貝克夫婦尚在調適自己的生活，而克雷將刊有漢娜文章的雜誌，送給奧莉維亞。錄音帶對象：萊恩·謝佛；因為他私自將漢娜親自寫下的關於她私人問題的詩歌發表在學校報紙上。 |             |                                 |                        |                    |               |
| 9 | 9           | 第5卷錄音帶，A面 Tape 5, Side A | 卡爾·富蘭克林          | 海莉·泰勒          | 2017年3月31日 |
| 暑假到來，為了重新開始，漢娜剪去她的長髮，欲成為一個全新的自己。漢娜為了克雷而決定參加在潔西卡家舉辦的暑期派對，然而她卻躲在衣櫃裏意外目擊到布萊斯性侵潔西卡的畫面。目睹這件令人創巨痛深事件的漢娜，因害怕而未出面制止布萊斯，而賈斯汀原先也打算有所反抗，但他因膽怯而選擇仍任由布萊斯侵犯潔西卡。安迪帶著刊物到學校與波特理論，而奧莉維亞認為此舉無助於幫助漢娜。與此同時，謊稱不知作者是漢娜的萊恩則遭到停刊，克雷試著與賈斯汀理論，欲讓潔西卡知悉真相，而原本相信賈斯汀的潔西卡，漸漸回溯當晚的場景。馬可斯警告克雷最糟糕的情況還在後頭，同時為了嚇阻克雷，他在克雷的書包放入一包毒品藉以陷害他。蕾妮疲於克雷隱瞞事情的態度，使得克雷不得不說出自己與漢娜其實相識的事實，並道出自己對失去朋友的痛苦。克雷對大家面對潔西卡遭到性侵卻無動於衷一事感到不解與憤怒，而東尼則安撫克雷，要克雷將錄音帶聽完再衡量該如何走下一步。錄音帶對象：賈斯汀·傅利；因為他任由布萊斯強暴喝醉不省人事的潔西卡。 |             |                                 |                        |                    |               |
| 10 | 10          | 第5卷錄音帶，B面 Tape 5, Side B | 卡爾·富蘭克林          | 納森·路易斯·傑克森 | 2017年3月31日 |
| 剛目睹完性侵事件之後，心煩意亂的漢娜搭著雪莉的車從派對離去，然而雪莉卻不小心撞斷路標，並因害怕惹事而肇事逃逸。擔心的漢娜前去附近店家報警，卻不知在此前已經有車禍發生。克雷回家時目擊到車禍現場，發現傑夫就是其中一名車禍傷者。傑夫送院後宣告不治，警方研判傑夫酒駕，這讓克雷對傑夫感到氣憤又心碎，而深感罪惡的漢娜試圖尋求克雷的幫助，但克雷卻誤會漢娜而不理睬她，雪莉亦選擇逃避此事。克雷呼籲雪莉能夠對傷者坦白，而雪莉則試圖向克雷證明她正努力用自己的方式來彌補過錯，同時克雷也決定給予傑夫父母一個交代。潔西卡的舉止越來越怪異，並開始與布萊斯一起嗑藥加廝混。錄音帶對象：雪莉·霍蘭德；因為她不慎開車撞到停車牌後遺棄和她在車裡的漢娜肇事逃逸，最後造成克雷的好友傑夫意外車禍身亡。 |             |                                 |                        |                    |               |
| 11 | 11          | 第6卷錄音帶，A面 Tape 6, Side A | 虞琳敏                 | 黛安娜·孫          | 2017年3月31日 |
| 在傑夫的幫助下，克雷與漢娜的感情在潔西卡的派對上急速升溫。就在兩人即將發生親密關係時，漢娜因為之前的種種慘痛經歷，造成她對男性的不信任在此時湧現，使得兩人不歡而散。克雷遵從她的意思離開後，獨自在房間裡的漢娜便目睹布萊斯性侵潔西卡一幕。克雷在東尼的陪伴下，開始聆聽屬於他的錄音帶，這讓他相當情緒化。絲凱在發現克雷的情緒低迷後，替克雷算塔羅牌，卻引爆兩人間的矛盾。賈斯汀與母親的男友起爭執，由於聯繫不上摯友們，因此他前去投靠艾力克斯，卻得知潔西卡與布萊斯廝混的事情。克雷聽完漢娜對自己行為的解釋後，他相當懊悔當初沒有堅持留下來，並認為自己是導致後來所發生的種種悲劇的源頭。自責的克雷本想跳崖自盡，東尼聲言克雷當時即便選擇留下也是於事無補，並告知他要學會承受。貝克家拒絕了校方的協議，這讓波特及其他教職人員開始恐慌，而奧莉維亞也發現漢娜繪製的人物關係圖。潔西卡刻意接近布萊斯，迫使賈斯汀終於道出布萊斯強暴她的真相，這讓他們之間的緊繃氣氛終於爆發。錄音帶對象：克雷·詹森；因為他在潔西卡的派對上選擇乖乖服從漢娜要他離開的命令，卻只導致漢娜對克雷沒有堅持留下而感到傷心。但漢娜在錄音帶中交代克雷的所為其實並不用出現在錄音帶中，只是想讓克雷作為她的故事一份子。                                            |             |                                 |                        |                    |               |
| 12 | 12          | 第6卷錄音帶，B面 Tape 6, Side B | 虞琳敏                 | 伊莉莎白·班傑明    | 2017年3月31日 |
| 貝克家的藥店陷入經濟危機，而想要盡一份力的漢娜卻不慎弄丟店裡儲蓄而搞砸一切。受父母責罵而委屈的漢娜於夜裡來到布萊斯家的派對會場，坐入潔西卡等人會聚的熱浴缸裏。然而在人們散去後，布萊斯趁機性侵漢娜，這壓垮漢娜心中的最後一根稻草。不想再受傷的漢娜決定釐清她悲慘高中生涯的起始，於是畫出一張人物關係圖。警方開始發送傳票，這讓牽涉漢娜自殺案件的學生們人心惶惶，雪莉選擇提早面對自己的錯誤，艾力克斯與柴克支持說出真相，至於蔻特妮則仍為保護自己而不願承認漢娜所說屬實。泰勒心中自有計畫，更私下買下一把槍，並向艾力克斯等人提議供出布萊斯。潔西卡在面對自己遭到侵犯之事實的同時不願原諒賈斯汀，而賈斯汀在遭到母親男友的性命威脅後，帶著一把槍及行李決定離家出走。另有計畫的克雷假借購買大麻的名義來到布萊斯家，要求布萊斯親口承認他強暴過漢娜，但布萊斯卻為此毆打克雷數拳，這也讓克雷也得以暗中錄下布萊斯招供出他強暴漢娜的經過。奧莉維亞欲從東尼那獲知有關人物關係圖的訊息未果，而東尼選擇向布萊德吐露他必須幫忙漢娜完成心願的煎熬心境。最後，每個牽涉漢娜自殺的學生們，正用自己的方式來消化情緒。與此同時，其中一人遭到槍擊並性命垂危。錄音帶對象：布萊斯·沃克；因為他在家中的熱水浴池裡強暴漢娜。                              |             |                                 |                        |                    |               |
| 13 | 13          | 第7卷錄音帶，A面 Tape 7, Side A | 凱爾·派翠克·艾爾瓦瑞茲 | 布萊恩·佑奇        | 2017年3月31日 |
| 當漢娜錄製完12捲錄音帶後，決定給予自己的生命最後一次機會，於是前去向學校輔導人員凱文·波特尋求幫助，但波特卻最終沒有看出漢娜有自殺的心理。漢娜徹底領略到沒有任何人會「極力」拯救他人後，將經過錄成第13捲錄音帶，並將一份拷貝的錄音帶交給東尼，另一份則寄出。她隨後回到家、換上舊衣，躺在裝滿水的浴缸裡，拿著從父母店裏得到的刮胡刀片割腕自殺而死去。克雷將自己錄下布萊斯自白錄音帶播放給東尼聽後作為第7卷錄音帶的B面，隨後向波特供述所有事情經過，並將漢娜的遺言交給第13個錄音帶對象：身為最後一名的波特。由於漢娜的心願即將完成，東尼將存有漢娜錄音帶內容的隨身碟交給貝克夫婦處置。遭傳喚的學生部分到場提供證詞，泰勒道出漢娜的十三個遺言錄音帶的存在，而潔西卡則在事後向父親吐露自己的遭遇。賈斯汀決定離家出走前，告知布萊斯關於漢娜的錄音帶以及她曾目睹其強暴潔西卡的事情，這讓布萊斯開始感到不知所措。正當波特聆聽一個一個錄音帶的同時，博蘭校長告知他有關艾力克斯舉槍自盡而生命垂危的事情。在給波特上過一課後，克雷了解到人們不該再對身邊的人漠不關心，至少該試著去理解對方，於是他主動關心手臂上有自殘痕跡的絲凱，並與她、東尼以及東尼的男友布萊德開車駛向夕陽。錄音帶對象：凱文·波特老師；因為他並沒有注意到或是相信漢娜有著自殺傾向。 |             |                                 |                        |                    |               |

### 第二季
| 總集數 | 集數 （季） | 標題                                            | 導演                   | 編劇                         | 上線日期      |
| ------ | ----------- | ----------------------------------------------- | ---------------------- | ---------------------------- | ------------- |
| 14     | 1           | The First Polaroid                              | 葛瑞格·荒木            | 布萊恩·佑奇                  | 2018年5月18日 |
| 15     | 2           | Two Girls Kissing                               | 葛瑞格·荒木            | 湯瑪士·希金斯                | 2018年5月18日 |
| 16     | 3           | The Drunk Slut                                  | 凱倫·孟可芙            | 瑪莉莎·喬·瑟羅               | 2018年5月18日 |
| 17     | 4           | The Second Polaroid                             | 凱倫·孟可芙            | 海莉·泰勒                    | 2018年5月18日 |
| 18     | 5           | The Chalk Machine                               | 伊莉莎·希特曼          | 尼可·謝夫                    | 2018年5月18日 |
| 19     | 6           | 碼頭盡頭的微笑 The Smile at the End of the Dock | 伊莉莎·希特曼          | 茱莉亞·比克尼爾              | 2018年5月18日 |
| 20     | 7           | The Third Polaroid                              | 邁克爾·莫利斯          | 布萊恩·佑奇                  | 2018年5月18日 |
| 21     | 8           | 小女孩 The Little Girl                          | 邁克爾·莫利斯          | 費莉莎·梅利                  | 2018年5月18日 |
| 22     | 9           | The Missing Page                                | 凱特·坎德勒            | 羅希特·庫瑪                  | 2018年5月18日 |
| 23     | 10          | Smile, Bitches!                                 | 凱特·坎德勒            | 柯克·摩爾                    | 2018年5月18日 |
| 24     | 11          | 布萊斯與克蘿伊 Bryce + Chloe                    | 虞琳敏                 | 瑪莉莎·喬·瑟羅 湯瑪士·希金斯 | 2018年5月18日 |
| 25     | 12          | The Box of Polaroids                            | 虞琳敏                 | 海莉·泰勒 布萊恩·佑奇        | 2018年5月18日 |
| 26     | 13          | 再見 Bye                                        | 凱爾·派翠克·艾爾瓦瑞茲 | 布萊恩·佑奇                  | 2018年5月18日 |

### 第三季
| 總集數 | 集數 （季） | 標題                                                                     | 導演              | 編劇 | 上線日期      |
| ------ | ----------- | ------------------------------------------------------------------------ | ----------------- | --- | ------------- |
| 27     | 1           | Yeah. I'm the New Girl                                                   | 邁克爾·莫利斯     | 布萊恩·佑奇 | 2019年8月23日 |
| 28     | 2           | If You're Breathing, You're a Liar                                       | 邁克爾·莫利斯     | Allen MacDonald | 2019年8月23日 |
| 29     | 3           | The Good Person Is Indistinguishable from the Bad                        | 虞琳敏            | 海莉·泰勒 | 2019年8月23日 |
| 30     | 4           | Angry, Young and Man                                                     | 虞琳敏            | 湯瑪士·希金斯 | 2019年8月23日 |
| 31     | 5           | Nobody's Clean                                                           | Bronwen Hughes    | Trevor Marti Smith | 2019年8月23日 |
| 32     | 6           | You Can Tell the Heart of a Man by How He Grieves                        | Bronwen Hughes    | Mfoniso Udofia | 2019年8月23日 |
| 33     | 7           | There Are a Number of Problems with Clay Jensen                          | Kevin Dowling     | 茱莉亞·比克尼爾 | 2019年8月23日 |
| 34     | 8           | In High School, Even on a Good Day, It's Hard to Tell Who's on Your Side | Kevin Dowling     | 費莉莎·梅利 | 2019年8月23日 |
| 35     | 9           | Always Waiting for the Next Bad News                                     | Aurora Guerrero   | M.K. Malone | 2019年8月23日 |
| 36     | 10          | The World Closing In                                                     | Aurora Guerrero   | Teleplay by : Allen MacDonald & Thomas Higgins & Hayley Tyler & Brian Yorkey Story by : Rohit Kumar and Allen MacDonald & Thomas Higgins & Hayley Tyler | 2019年8月23日 |
| 37     | 11          | There Are a Few Things I Haven't Told You                                | Kevin Dowling     | Helen Shang | 2019年8月23日 |
| 38     | 12          | And Then the Hurricane Hit                                               | Kevin Dowling     | Teleplay by : Allen MacDonald & M.K. Malone & Helen Shang Story by : Thomas Higgins & Hayley Tyler & Trevor Marti Smith                                 | 2019年8月23日 |
| 39     | 13          | Let the Dead Bury the Dead                                               | John T. Kretchmer | 布萊恩·佑奇 | 2019年8月23日 |

## 製作

### 開發與製作

《漢娜的遺言》片頭畫面

在閱讀傑伊·艾夏著作之人氣小說後，赛琳娜·戈麦斯與其母親曼蒂·提費（Mandy Teefey）及製作人克莉絲朵·雷布林（Kristel Laiblin）將其推銷至匿名內容，以開發影視版本。環球影業於2011年2月8日取得電影翻拍版權，並預定由赛琳娜擔任女主角漢娜·貝克。2015年10月29日，宣布Netflix將開發電視劇版本，並直接給予本劇13集系列預訂，試播集劇本是由獲得普立茲獎與東尼獎肯定的布萊恩·佑奇執筆身兼執行製作，匿名內容與派拉蒙電視公司共同製作之，而赛琳娜、提費、雷布林與喬伊·戈曼·威托斯（Joy Gorman Wettels）、邁克爾·蘇格及史提夫·高林皆將共同擔任執行製作。
2016年2月25日，宣布憑《驚爆焦點》榮獲奧斯卡金像獎的湯姆·麥卡錫將執導首兩集，並同時身兼執行製作。隔日，宣布《美式懸罪》黛安娜·孫加入執行製作陣容，並與佑奇共同擔任節目統籌。
2017年5月7日，官方正式宣布續訂第2季13集，而佑奇將繼續擔任節目統籌。2018年6月6日，Netflix正式宣布續訂第3季13集，同樣由佑奇擔任節目統籌。

### 選角

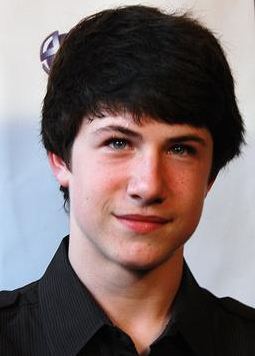
狄倫·明尼特飾演男主角克雷·詹森

2016年6月8日，宣布《怪物遊戲》狄倫·明尼特與澳洲新人凱薩琳·蘭福德將擔任本劇男主角克雷與女主角漢娜。其他年輕卡司與角色包括：布蘭登·弗林飾演明星籃球員賈斯汀、克利斯汀·納瓦羅飾演總是為正確的事發聲的孤獨者東尼、《黑手遮天》艾莉莎·布爾飾演與漢娜決裂的好友潔西卡、《旋律》賈斯汀·普倫蒂斯飾演雅痞公子哥布萊斯、德文·德魯伊飾演喜愛攝影的泰勒、《為人父母》邁爾斯·海瑟飾演內斂、難以揣測的艾力克斯，至於羅斯·巴特勒則飾演柴克。6月10日，宣布凱特·華許與《嘻哈世家》德瑞克·路克加入主演陣容，分別飾演漢娜的母親及漢娜的輔導員波特先生。6月15日，宣布布萊恩·達西·詹姆士將飾演經營小藥鋪的漢娜的父親。6月23日，宣布《反恐危機》艾米·哈格里夫斯加入主演陣容，飾演克雷的母親。
2017年8月8日，第2季加入7名未出現在原作的電視劇原創新角色，宣布《暴君》安妮·溫特斯將飾演啦啦隊隊長克蘿伊、《夜班醫生》布萊斯·卡斯（Bryce Cass）飾演惡作劇者賽勒斯、《美國恐怖故事：羅亞諾克》雀兒喜·艾爾登（Chelsea Alden）飾演賽勒斯的姊姊麥肯琪、《如此一家人》薩曼莎·洛根飾演田徑明星妮娜、東尼獎得主凱莉·奧哈拉飾演擁護霸凌受害者的潔姬、《全面駭入》艾莉森·米勒飾演年輕律師松妮雅，《律政疑情》班·羅森則飾演棒球隊教練瑞克。8月10日，再添加4名演員加入第2季陣容，宣布《靈媒緝凶》傑克·韋伯與《女超人》布蘭達·史壯分別飾演布萊斯的父母貝瑞及諾拉·沃克、《犯罪心理》梅芮蒂絲·孟羅飾演艾力克斯的母親卡洛琳、《凱莉日記》R·J·布朗（R.J. Brown）則飾演東尼的拳擊教練凱勒布。
2018年5月25日，蘭福德透露自己將不會回歸第3季。

### 拍攝
本劇在2016年夏天於北加利福尼亞州進行拍攝。第2季於2017年6月14日開拍。

## 評價
本劇第1季獲得電視影評家廣泛的好評。於爛番茄整合的評論中，獲得85%的新鮮度、平均得分7.3/10（39名評論家），評論家共識：「《漢娜的遺言》用成熟的敘事從YA類型作品中突出，以細膩審視青少年憂鬱的方式，補足了原著。」於Metacritic整合的評論中，獲得了76分（滿分100；17名評論家），屬普遍的好評。
本劇在播出後獲得極大的迴響，〈綜藝雜誌〉評論家莫琳·萊恩（Maureen Ryan）寫道：「一個能抓住多數觀眾直到結束的懸念故事。」本劇在Twitter上更累積了超過1100萬則推文，榮登2017年獲得最多推文關注的影集。
第2季評價不如第1季，於爛番茄整合的評論中，僅獲得37%的新鮮度、平均得分5.83/10（19名評論家），評論家共識：「在脫離原作的情況下，《漢娜的遺言》可以更深入探索精心設計的角色；不幸的是，在這個過程中，它失去了節目原先引人入勝的軌跡。」於Metacritic整合的評論中，獲得了50分（滿分100；13名評論家），屬好壞參半的評價。
評論家前十大電視節目排名
| 2017                                                       |
| ---------------------------------------------------------- |
| - No. 6 BuddyTV - No. 10 Now報紙 - – PopSugar - – 仙境雜誌 |

## 獎項
| 年度 | 大獎                   | 獎項                         | 入圍者                                  | 結果 |
| ---- | ---------------------- | ---------------------------- | --------------------------------------- | ---- |
| 2017 | Gold Derby電視獎       | 年度表現突出獎               | 凱薩琳·蘭福德                           | 提名 |
| 2017 | 在線電影與電視協會獎   | 最佳新片頭設計獎             | 最佳新片頭設計獎                        | 提名 |
| 2018 | 金球獎                 | 最佳電視女演員獎－劇情類     | 凱薩琳·蘭福德                           | 提名 |
| 2018 | 有色人種促進協會形象獎 | 劇情類影集最佳導演獎         | 卡爾·富蘭克林（集數：第5卷錄音帶，B面） | 獲獎 |
| 2018 | 衛星獎                 | 最佳劇情類影集獎             | 最佳劇情類影集獎                        | 提名 |
| 2018 | 衛星獎                 | 最佳劇情類／體裁影集女演員獎 | 凱薩琳·蘭福德                           | 提名 |
| 2018 | Cine Awards            | 最佳新影集獎                 | 最佳新影集獎                            | 提名 |
| 2018 | Cine Awards            | 最佳表現突出男演員獎         | 布蘭登·弗林                             | 提名 |
| 2018 | Cine Awards            | 最佳表現突出女演員獎         | 凱薩琳·蘭福德                           | 提名 |
| 2018 | 電視藝術與科學學院     | 電視學院榮譽獎               | 電視學院榮譽獎                          | 獲獎 |
| 2018 | MTV影視大獎            | 最佳節目獎                   | 最佳節目獎                              | 待定 |
| 2018 | MTV影視大獎            | 最佳電視劇表演獎             | 凱薩琳·蘭福德                           | 待定 |

## 外部連結
- 官方网站
- 互联网电影数据库（IMDb）上《漢娜的遺言》的资料（英文）
- 在Netflix上觀看《漢娜的遺言》